# スタンリー・グリーン (サンドイッチマン)
スタンリー・オーエン・グリーン（Stanley Owen Green、1915年2月22日 - 1993年12月4日）は、「プロテイン・マン (Protein Man)」（「タンパク質の男」の意）と通称され、20世紀後半のロンドンで広く知られていた街頭のサンドイッチマン。
グリーンは25年以上にわたって、標語を記した大きなプラカードを持って、ウエスト・エンドのオックスフォード・ストリートを巡回していた。記されていた標語は、「Less Lust, By Less Protein: Meat Fish Bird; Egg Cheese; Peas Beans; Nuts. And Sitting（欲望を抑えるために減らすべし、肉、魚、鳥、卵、チーズ、エンドウ、豆類、木の実、そして、座ること）」というものであったが、年月を経て言葉遣いや語句の区切りが多少変化した部分もあった。タンパク質の摂取が人間を欲深く、攻撃的にする、という彼の主張の結論は、「better, kinder, happier people（より善い、より優しい、より幸福な人々）」になるために低タンパク質の食事をとる、という「protein wisdom（タンパク質の知恵）」であった。通りかかった人は、僅かな小銭を支払うと、14ページのパンフレット『Eight Passion Proteins with Care』（「注意すべき8つの激情タンパク質」の意）を買うこともできたが、一説ではこのパンフレットは20年以上の間に8万7千部を売ったとも言われている。その表紙には「このブックレットはときどき繰り返して読めば、一層役立ちます」と記されていた。
グリーンは、ロンドンにいる奇行者たちの中でも最も好かれた人物のひとりだったが、それでも、欲望の抑制を訴えることは、ある評論家が述べたように、常に好意的に受け入れられるとは限らず、妨害行為を理由に逮捕されたことも2度あり、また、吐きかけられる唾から身を守るために、時には緑色の外套を着なければならなかった。しかし、グリーンは、近所で存在が知れ渡ることに大きな喜びを感じていた。「サンデー・タイムズ」紙は、1985年にグリーンへのインタビューを行なっており、「less passion, less protein（激情を抑えるためにタンパク質を控えよう）」という彼のスローガンは、ロンドンのファッションデザイナー・ブランド Red or Dead に流用された。1993年にグリーンが78歳で死去した時には、「デイリー・テレグラフ」、「ガーディアン」、「タイムズ」の各紙が訃報を載せ、遺されたパンフレットや、プラカード、書簡類はロンドン博物館（Museum of London）に寄贈された。デイヴィッド・マッカイ（David McKie）によれば、2006年にグリーンは、サンドイッチマンとしては初めて『Oxford Dictionary of National Biography』に収録されることになったという。

## 生い立ち
グリーンは、ロンドン北部のハリンゲイ（Harringay）で、瓶の栓を製造する会社の事務員だった父リチャード・グリーン（Richard Green）と母メイ（May）の間に、男ばかり4人兄弟の末っ子として生まれた。ウッド・グリーン・スクール（Wood Green School）に学び、1938年にイギリス海軍に入隊、第二次世界大戦を戦い、1945年に除隊した。
『Oxford Dictionary of National Biography』にフィリップ・カーター（Philip Carter）が記したところによると、この海軍における経験はグリーンに大きな影響を与えたという。グリーンは、水兵たちの性への執着にショックを受け、その後、1958年ころには、過剰にタンパク質を摂取することで、リビドー（性的欲望）が危険なまでに高まるのだ、と信じるようになった。1985年に「サンデー・タイムズ」紙に載ったコラム「A Life in the Day」のインタビューで、グリーンは次のように語っている。「何しろ開けっぴろげに話されるのでびっくりしたんです — 普通なら休暇で帰宅した時に夫が妻に言うようなことをですよ」、「もともと私は道徳的な人間でしたからね」。グリーンは性的過剰から自分の身を守るため、ポリッジ、自家製のパン、温野菜と豆類、1ポンド（およそ450グラム）のリンゴを日常の食事にしていた。「激情というのは大きな苦悩になることがあるのです」とグリーンは、同紙に語っている。
戦後、グリーンは美術協会（Fine Art Society）の仕事に就き、働きながら大学を受験したが、1946年にはロンドン大学への入学試験で不合格となった。その後は、百貨店のセルフリッジ（Selfridges）で働いたり、公務員になったり、イーリング・ロンドン特別区役所の倉庫番などをした。1962年には郵便局員となったが、やがて自営の庭師となり、生計を立てていたようだ。そして1968年に、グリーンは反タンパク質の主張を広めることにフルタイムで専念するようになった。グリーンは、両親が亡くなるまで — 父が1966年、母が1967年に他界 — 実家に住んでいたが、その後は、ミドルセックス州ノーソルト（Northolt）のヘイドック・グリーン（Haydock Green）にあるカウンシル・フラット（公営集合住宅）に入居した。

## 使命

### 街頭で

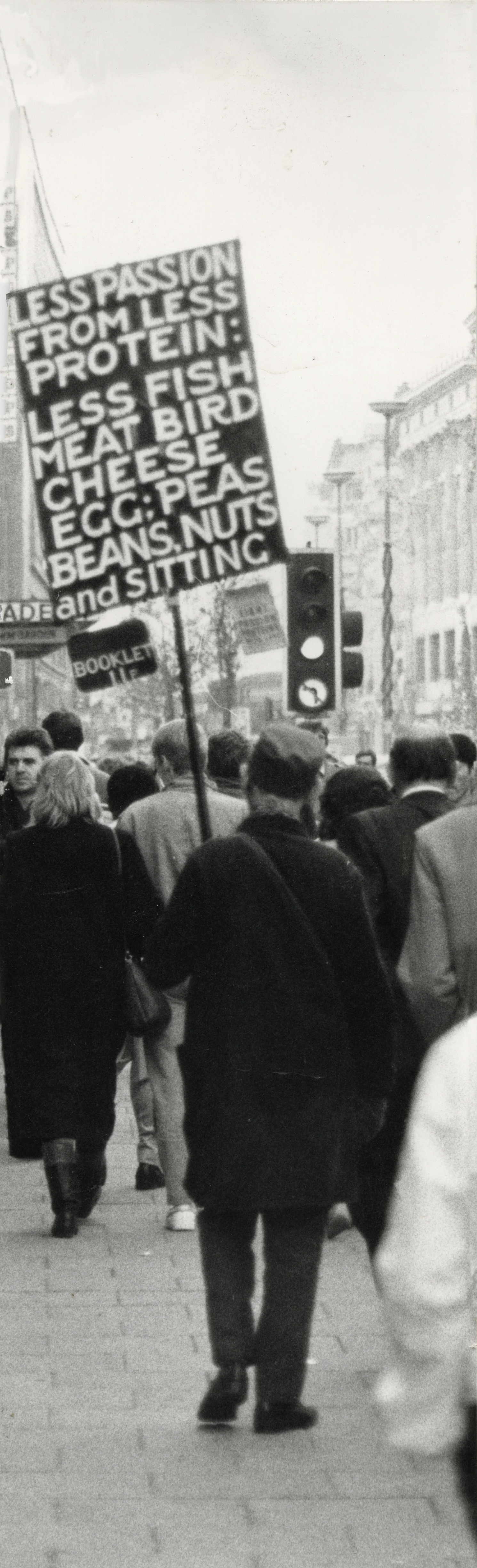
ソーホーのDean Street付近にて、1983年ころ撮影。

グリーンは、自らの使命に、53歳だった1968年6月から取り組み始めた。最初は、毎週土曜日にロンドン北西部のハロウ（Harrow）へ出かけていたが、半年後にはフルタイムでオックスフォード・ストリートに出るようになった。ノーソルトからは、当初は自転車で通っており、看板を自転車に括り付け、12マイル (19 km)の道のりを片道2時間かけていたが、これは、65歳になってバスの無料パスが与えられるまで続けられた。
グリーンは早起きで、朝食にポリッジを食べた後、パンを作り — パンは彼が出かけている間に発酵し夕食時に焼けるようになる — さらに、ブンゼンバーナーを使って昼食を作る。この昼食は、午後2時半に、オックスフォード・ストリート近くの「暖かい秘密の場所」で食べることになっていた。グリーンは毎週6日、午後6時半まで、買い物客の間を縫ってオックスフォード・ストリートを行ったり来たり歩き続けていたが、1985年以降は毎週4日に回数を減らした。土曜の夕方には、映画の観客が集まるレスター・スクウェアに場所を移していた。就寝は深夜0時半ころで、お祈りをしてから床に入った。「とてもいいお祈りですよ、利己的でないしね」とグリーンは「サンデー・タイムズ」紙に語っている。
著書『London: The Biography』で、ピーター・アクロイド（Peter Ackroyd）は、グリーンはほとんど無視されていたのだが、やがて「大都市ロンドンの無関心と忘却を痛烈に象徴する存在」となっていった、と述べている。グリーンは、若い女性に低タンパク質の食事を薦める理由を「結婚初夜に、新郎に対して、処女であるふりをして騙す必要がないから」だと述べていたが — これは好意的に受け取られないこともあり、迷惑行為を理由として、1980年と1985年に、2度逮捕されるきっかけにもなった。「こんな善いことをしているのに、こんな不正義がまかり通るなんて驚いたよ」とグリーンは語っている。一日の仕事を終えた後に、帽子に唾吐きの跡が残っていた事が何度もあったので、吐かれる唾から身を守るため外套を着るようになった。

### 文章で
グリーンは日曜日を自宅で過ごしていたが、常に静かに過ごしていた訳ではなく、時には『Eight Passion Proteins』の印刷に当たっていた。ヴャルデマー・ヤヌシャック（Waldemar Januszczak）によれば、印刷機は（古い時代の複雑な制御装置を描くことで知られていた）ヒース・ロビンソン（Heath Robinson）の漫画に出てきそうな代物で、印刷する日に生じる騒音は、グリーンと隣人たちの間のトラブルの種だった 。
『Eight Passion Proteins』は、1973年から1993年にかけて52版を重ね、一見して不規則な大文字活字の使用など、その尋常ならざるタイポグラフィでよく知られていた。長年の間に値段は上げられていったが、それもほんの僅かずつでしかなく、1980年当時10ペンスだった価格は、13年後の1993年には12ペンスであった。これをグリーンは、平日には20部ほど、土曜日には最大で50部売っていた。1993年2月までに販売された累計は8万7千部に達した。この小冊子では、8つの「激情タンパク質」として、肉、魚、鳥、チーズ、卵、エンドウ、豆類、木の実を挙げており、「四肢を激しく使う仕事に就いていない者、座り続けていることが多い者」は「タンパク質が蓄積されて激情に流れやすくなる」ので、例えば、仕事を辞めて引退すると激情が高まりやすくなり、夫婦関係に亀裂が入るおそれも高まる、と述べられている。「私たちは激情に負けてはいけない」と主張するこのパンフレットは、「独り身であれ、性的関係の友人がいるのであれ、独身者として生活する時期における規律が、結婚後の規律への準備となる」と助言している。グリーンは特にBBCを槍玉に挙げて、「無分別、無規律、無作法」を広めていると糾弾している。
グリーンは1作だけ小説を書いていたが、出版してくれるところを見つけることができなかった。この『Behind the Veil: More than Just a Tale』は、カーターによれば「激情の危険性について、贖罪の可能性についての雑多な説明が盛り込まれた」作品であるという。未公刊の手稿は2点遺されており、ひとつは67ページの『Passion and Protein（激情とタンパク質）』と題された文書で、もうひとつは392ページに及ぶ『Eight Passion Proteins』の拡充版で、1971年にオックスフォード大学出版局から不採用とされた原稿であった。カーターによれば、グリーンはオックスフォード・ストリートでの活動と並行して、偉大で善良な指導者たちへ手紙を出し続けるという取り組みを続けており、『Eight Passion Proteins』は、歴代5人のイギリスの首相、チャールズ3世、カンタベリー大主教、BBC総裁、「タイムズ」紙編集長、英国医師会（British Medical Association）、教皇パウロ6世にも送られていた。

## 没後の評価
グリーンの死後、書簡類、日記、パンフレット、プラカードなどは、ロンドン博物館に寄贈され、その他の物品はガナーズベリ公園（Gunnersbury Park）の博物館に納められた。グリーンが使っていた印刷機は、1995年にサーペンタイン・ギャラリーで開かれた立体造形作家コーネリア・パーカー（Cornelia Parker）の展覧会「The Maybe」において、ロバート・マクスウェルの靴ひも、ウィンストン・チャーチルの葉巻、ガラス・ケースに入ったティルダ・スウィントン本人、などとともに展示された。没後10年以上が経っても、文筆家やブロガーによるグリーンへの言及は跡を絶っていない。その大部分は好意的なものであるが、全てがそういうわけでもない。アーティスト Alun Rowland のドキュメンタリー形式のフィクション作品『3 Communiqués』（2007年）は、ロンドンの街角で「欲望の抑圧のために活動する」人物としてグリーンを描いている。